# 2017年のレノファ山口FC
ここでは2017年におけるレノファ山口FCの試合結果などについて記載する。

## 選手
注：選手の国籍表記はFIFAの定めた代表資格ルールに基づく。
| No. | Pos. |          | 選手名           |
| --- | ---- | -------- | ---------------- |
| 1   |      | 日本     | 村上昌謙         |
| 2   |      | 日本     | 宮城雅史         |
| 3   |      | 日本     | 渡辺広大         |
| 4   |      | 日本     | 福元洋平         |
| 5   |      | 日本     | 佐藤健太郎       |
| 6   |      | 日本     | 前貴之           |
| 7   |      | 日本     | 岡本英也         |
| 8   |      | 日本     | 小野瀬康介       |
| 9   |      | 日本     | 岸田和人         |
| 11  |      | 日本     | 鳥養祐矢         |
| 13  |      | 日本     | 米澤令衣         |
| 14  |      | 日本     | 髙柳一誠         |
| 15  |      | 日本     | 池上丈二         |
| 16  |      | 大韓民国 | パク・チャニョン |
| 17  |      | 日本     | 加藤大樹         |

| No. | Pos. |              | 選手名               |
| --- | ---- | ------------ | -------------------- |
| 18  |      | 日本         | 香川勇気             |
| 19  |      | 日本         | 星雄次               |
| 20  |      | 日本         | 清永丈瑠             |
| 21  |      | 日本         | 廣木雄磨             |
| 22  |      | 日本         | 和田昌士             |
| 24  |      | アルゼンチン | マルセロ・ビダル     |
| 27  |      | 日本         | 大石治寿             |
| 28  |      | アルゼンチン | レオナルド・ラモス   |
| 29  |      | 日本         | 三幸秀稔             |
| 30  |      | アルゼンチン | アベル・ルシアッティ |
| 33  |      | 日本         | 山田元気             |
| 40  |      | 日本         | 小塚和季             |
| 42  |      | 日本         | 吉満大介             |
| 47  |      | 日本         | 平井直人             |

## 試合結果

### J2リーグ
出典：
      勝       分       負（いずれも山口側から見て）
| 2017年2月26日 第1節 | FC岐阜                        | 2-2      | レノファ山口FC       | 岐阜市                                                                   |
| 14:05               | - 青木翼 39分 - 永島悠史 59分 | レポート | - 岸田和人 3分, 37分 | 競技場: 岐阜メモリアルセンター長良川競技場 観客数: 6587人 主審: 窪田陽輔 |

| 2017年3月5日 第2節 | レノファ山口FC  | 1-2      | アビスパ福岡                        | 山口市                                                           |
| 15:03              | - 小塚和季 53分 | レポート | - ウェリントン 13分 - 石津大介 39分 | 競技場: 維新百年記念公園陸上競技場 観客数: 9651人 主審: 家本政明 |

| 2017年3月12日 第3節 | 大分トリニータ                  | 2-0      | レノファ山口FC | 大分市                                                |
| 13:03               | - 後藤優介 45分 - 伊佐耕平 73分 | レポート |                | 競技場: 大分銀行ドーム 観客数: 11370人 主審: 塚田智宏 |

| 2017年3月19日 第4節 | レノファ山口FC | 0-2      | 東京ヴェルディ                          | 山口市                                                           |
| 14:03               |                | レポート | - 井林章 19分 - アラン・ピニェイロ 80分 | 競技場: 維新百年記念公園陸上競技場 観客数: 4583人 主審: 大坪博和 |

| 2017年3月26日 第5節 | レノファ山口FC  | 1-0      | カマタマーレ讃岐 | 山口市                                                           |
| 13:04               | - 小塚和季 33分 | レポート |                  | 競技場: 維新百年記念公園陸上競技場 観客数: 4254人 主審: 佐藤隆治 |

| 2017年4月1日 第6節 | 水戸ホーリーホック | 1-1      | レノファ山口FC    | 水戸市                                                           |
| 13:03              | - 前田大然 64分    | レポート | - 小野瀬康介 78分 | 競技場: ケーズデンキスタジアム水戸 観客数: 3072人 主審: 藤田和也 |

| 2017年4月8日 第7節 | レノファ山口FC | 1-1      | 徳島ヴォルティス | 山口市                                                           |
| 13:03              | - 星雄次 73分  | レポート | - 渡大生 90+1分  | 競技場: 維新百年記念公園陸上競技場 観客数: 4013人 主審: 井上知大 |

| 2017年4月15日 第8節 | レノファ山口FC | 0-1      | ジェフユナイテッド千葉 | 山口市                                                           |
| 14:03               |                | レポート | - ラリベイ 90+1分      | 競技場: 維新百年記念公園陸上競技場 観客数: 4287人 主審: 山本雄大 |

| 2017年4月22日 第9節 | 名古屋グランパス | 0-2      | レノファ山口FC                    | 名古屋市                                                   |
| 14:03               |                  | レポート | - 小野瀬康介 34分 - 小塚和季 36分 | 競技場: パロマ瑞穂スタジアム 観客数: 8883人 主審: 家本政明 |

| 2017年4月29日 第10節 | レノファ山口FC | 0-3      | V・ファーレン長崎           | 山口市                                                           |
| 13:03                |                | レポート | - フアンマ 47分, 52分, 83分 | 競技場: 維新百年記念公園陸上競技場 観客数: 5503人 主審: 上村篤史 |

| 2017年5月3日 第11節 | 湘南ベルマーレ  | 1-0      | レノファ山口FC | 平塚市                                                         |
| 16:03               | - 菊地俊介 44分 | レポート |                | 競技場: Shonan BMWスタジアム平塚 観客数: 8393人 主審: 大坪博和 |

| 2017年5月7日 第12節 | 愛媛FC                          | 2-1      | レノファ山口FC | 松山市                                                     |
| 16:03               | - 神田夢実 57分 - 浦田延尚 71分 | レポート | - 香川勇気 9分 | 競技場: ニンジニアスタジアム 観客数: 3858人 主審: 藤田和也 |

| 2017年5月13日 第13節 | レノファ山口FC          | 1-1      | 京都サンガF.C.    | 山口市                                                           |
| 13:03                | - パク・チャニョン 58分 | レポート | - 小屋松知哉 21分 | 競技場: 維新百年記念公園陸上競技場 観客数: 4220人 主審: 上田益也 |

| 2017年5月17日 第14節 | ザスパクサツ群馬                      | 2-1      | レノファ山口FC    | 前橋市                                                       |
| 19:03                | - 高井和馬 45+1分 - カン・スイル 58分 | レポート | - 小野瀬康介 59分 | 競技場: 正田醤油スタジアム群馬 観客数: 1617人 主審: 野田祐樹 |

| 2017年5月21日 第15節 | モンテディオ山形                                | 3-2      | レノファ山口FC                  | 天童市                                                       |
| 14:03                | - 阪野豊史 36分 - 永藤歩 69分 - 瀬沼優司 90+3分 | レポート | - 和田昌士 51分 - 大石治寿 89分 | 競技場: NDソフトスタジアム山形 観客数: 6936人 主審: 山岡良介 |

| 2017年5月27日 第16節 | レノファ山口FC | 0-1      | FC町田ゼルビア  | 下関市                                                       |
| 13:03                |                | レポート | - 中島裕希 26分 | 競技場: 下関市営下関陸上競技場 観客数: 3369人 主審: 塚田智宏 |

| 2017年6月3日 第17節 | 横浜FC        | 1-0      | レノファ山口FC | 横浜市                                                     |
| 18:03               | - イバ 45+4分 | レポート |                | 競技場: ニッパツ三ツ沢球技場 観客数: 3575人 主審: 大坪博和 |

| 2017年6月11日 第18節 | レノファ山口FC | 0-1      | ファジアーノ岡山 | 山口市                                                           |
| 18:03                |                | レポート | - 久木田紳吾 2分 | 競技場: 維新百年記念公園陸上競技場 観客数: 6061人 主審: 村上伸次 |

| 2017年6月17日 第19節 | ツエーゲン金沢                                | 3-2      | レノファ山口FC                  | 金沢市                                                             |
| 19:04                | - 19分 (o.g.) - 中美慶哉 31分 - 宮崎幾笑 71分 | レポート | - 小塚和季 41分 - 岸田和人 70分 | 競技場: 石川県西部緑地公園陸上競技場 観客数: 4283人 主審: 野田祐樹 |

| 2017年6月25日 第20節 | ロアッソ熊本 | 0-2      | レノファ山口FC                | 熊本市                                                     |
| 19:03                |              | レポート | - 岸田和人 29分 - 星雄次 63分 | 競技場: えがお健康スタジアム 観客数: 4568人 主審: 山岡良介 |

| 2017年7月1日 第21節 | レノファ山口FC  | 1-2      | 松本山雅FC                          | 山口市                                                           |
| 18:04               | - 三幸秀稔 40分 | レポート | - 工藤浩平 16分 - セルジーニョ 85分 | 競技場: 維新百年記念公園陸上競技場 観客数: 5892人 主審: 大坪博和 |

| 2017年7月9日 第22節 | レノファ山口FC                  | 2-0      | モンテディオ山形 | 山口市                                                           |
| 18:03               | - 小塚和季 38分 - 岸田和人 57分 | レポート |                  | 競技場: 維新百年記念公園陸上競技場 観客数: 4567人 主審: 小屋幸栄 |

| 2017年7月15日 第23節 | カマタマーレ讃岐 | 1-3      | レノファ山口FC                                  | 丸亀市                                                 |
| 18:03                | - 武田有祐 12分  | レポート | - 前貴之 21分 - 渡辺広大 45+2分 - 宮城雅史 53分 | 競技場: Pikaraスタジアム 観客数: 3707人 主審: 上田益也 |

| 2017年7月23日 第24節 | ファジアーノ岡山      | 2-1      | レノファ山口FC    | 岡山市                                                        |
| 18:03                | - 赤嶺真吾 35分, 83分 | レポート | - 小塚和季 90+2分 | 競技場: シティライトスタジアム 観客数: 11343人 主審: 藤田和也 |

| 2017年7月29日 第25節 | レノファ山口FC            | 1-2      | 横浜FC                     | 山口市                                                           |
| 19:03                | - レオナルド・ラモス 88分 | レポート | - 野村直輝 5分 - イバ 86分 | 競技場: 維新百年記念公園陸上競技場 観客数: 7450人 主審: 清水勇人 |

| 2017年8月5日 第26節 | レノファ山口FC            | 1-2      | ロアッソ熊本                      | 山口市                                                           |
| 19:03               | - レオナルド・ラモス 51分 | レポート | - 植田龍仁朗 24分 - 八久保颯 75分 | 競技場: 維新百年記念公園陸上競技場 観客数: 4999人 主審: 清水修平 |

| 2017年8月11日 第27節 | ジェフユナイテッド千葉              | 2-1      | レノファ山口FC  | 千葉市                                                    |
| 18:03                | - 町田也真人 57分 - 清武功暉 90+3分 | レポート | - 岸田和人 89分 | 競技場: フクダ電子アリーナ 観客数: 11550人 主審: 佐藤誠和 |

| 2017年8月16日 第28節 | レノファ山口FC                                      | 3-2      | ザスパクサツ群馬                    | 山口市                                                           |
| 19:03                | - レオナルド・ラモス 45分, 45+3分 - 小野瀬康介 55分 | レポート | - カン・スイル 25分 - 岡庭裕貴 59分 | 競技場: 維新百年記念公園陸上競技場 観客数: 5658人 主審: 榎本一慶 |

| 2017年8月20日 第29節 | 徳島ヴォルティス                                          | 5-0      | レノファ山口FC | 鳴門市                                                                                  |
| 18:33                | - 渡大生 35分 - 大﨑淳矢 38分, 48分, 90分 - 山﨑凌吾 52分 | レポート |                | 競技場: 鳴門・大塚スポーツパーク ポカリスエットスタジアム 観客数: 4430人 主審: 吉田哲朗 |

| 2017年8月26日 第30節 | レノファ山口FC                            | 2-3      | 大分トリニータ                                | 山口市                                                           |
| 19:04                | - 福元洋平 24分 - レオナルド・ラモス 54分 | レポート | - 伊佐耕平 17分 - 三平和司 58分 - 鈴木惇 87分 | 競技場: 維新百年記念公園陸上競技場 観客数: 6867人 主審: 西山貴生 |

| 2017年9月2日 第31節 | 京都サンガF.C.  | 1-2      | レノファ山口FC                   | 京都市                                                                             |
| 18:03               | - 岩崎悠人 73分 | レポート | - 渡辺広大 3分 - 小塚和季 45+1分 | 競技場: 京都市西京極総合運動公園陸上競技場兼球技場 観客数: 4896人 主審: 三上正一郎 |

| 2017年9月9日 第32節 | レノファ山口FC                                    | 3-5      | 湘南ベルマーレ                                                  | 山口市                                                         |
| 18:05               | - 小塚和季 28分 - 岸田和人 38分 - 大石治寿 90+3分 | レポート | - アンドレ・バイア 24分 - 43分 (o.g.) - ジネイ 54分, 63分, 79分 | 競技場: 維新百年記念公園陸上競技場 観客数: 4858人 主審: 中村太 |

| 2017年9月16日 第33節 | レノファ山口FC | 0-1      | FC岐阜          | 山口市                                                           |
| 18:03                |                | レポート | - 難波宏明 90分 | 競技場: 維新百年記念公園陸上競技場 観客数: 3646人 主審: 上村篤史 |

| 2017年9月24日 第34節 | 松本山雅FC                    | 2-3      | レノファ山口FC                          | 松本市                                                        |
| 14:03                | - 高崎寛之 34分 - 47分 (o.g.) | レポート | - 宮城雅史 84分, 88分 - 池上丈二 90+1分 | 競技場: 松本平広域公園総合球技場 観客数: 12817人 主審: 柿沼亨 |

| 2017年9月30日 第35節 | アビスパ福岡                  | 2-1      | レノファ山口FC  | 福岡市                                                         |
| 14:03                | - 山瀬功治 15分 - 松田力 18分 | レポート | - 前貴之 90+5分 | 競技場: レベルファイブスタジアム 観客数: 9050人 主審: 大坪博和 |

| 2017年10月7日 第36節 | レノファ山口FC    | 1-3      | 名古屋グランパス                                | 山口市                                                             |
| 15:03                | - 小野瀬康介 63分 | レポート | - 玉田圭司 10分 - 佐藤寿人 36分 - 田口泰士 58分 | 競技場: 維新百年記念公園陸上競技場 観客数: 6902人 主審: 三上正一郎 |

| 2017年10月15日 第37節 | V・ファーレン長崎               | 2-1      | レノファ山口FC            | 諫早市                                                               |
| 13:03                 | - 吉岡雅和 79分 - 中村慶太 84分 | レポート | - レオナルド・ラモス 64分 | 競技場: トランスコスモススタジアム長崎 観客数: 5545人 主審: 榎本一慶 |

| 2017年10月21日 第38節 | レノファ山口FC            | 1-0      | 水戸ホーリーホック | 下関市                                                       |
| 14:03                 | - レオナルド・ラモス 54分 | レポート |                    | 競技場: 下関市営下関陸上競技場 観客数: 3538人 主審: 岡部拓人 |

| 2017年10月29日 第39節 | レノファ山口FC | 0-1      | ツエーゲン金沢    | 山口市                                                           |
| 15:03                 |                | レポート | - 垣田裕暉 90+2分 | 競技場: 維新百年記念公園陸上競技場 観客数: 4823人 主審: 今村義朗 |

| 2017年11月5日 第40節 | 東京ヴェルディ  | 1-2      | レノファ山口FC                  | 調布市                                               |
| 15:03                | - 高木善朗 13分 | レポート | - 72分 (o.g.) - 小野瀬康介 74分 | 競技場: 味の素スタジアム 観客数: 6529人 主審: 中村太 |

| 2017年11月12日 第41節 | FC町田ゼルビア | 0-1      | レノファ山口FC | 町田市                                                   |
| 14:03                 |                | レポート | - 星雄次 31分  | 競技場: 町田市立陸上競技場 観客数: 5478人 主審: 大坪博和 |

| 2017年11月19日 第42節 | レノファ山口FC  | 1-1      | 愛媛FC          | 山口市                                                           |
| 16:03                 | - 大石治寿 66分 | レポート | - 有田光希 85分 | 競技場: 維新百年記念公園陸上競技場 観客数: 9397人 主審: 榎本一慶 |

### 天皇杯
| 2017年6月21日 No.50 | レノファ山口FC  | 1 - 2    | ザスパクサツ群馬                | 山口市                                                            |
| 19:00               | - 大石治寿 49分 | レポート | - 石田雅俊 19分 - 山岸祐也 42分 | 競技場: 維新百年記念公園陸上競技場 観客数: 2,015人 主審: 山本雄大 |